# Конвой PQ 3
Конвой PQ 3 (англ. Convoy PQ 3) — арктичний конвой транспортних і допоміжних суден у кількості 8 одиниць, що у супроводженні союзних кораблів ескорту прямував від берегів Ісландії до радянського порту Архангельськ. 9 листопада 1941 року конвой вийшов з Хваль-фіорду та без подій прибув до Архангельська 22 листопада 1941 року. Лише одне судно через пошкодження, спричинені зіткненням з льодом, вимушено повернулося до берегів Ісландії.

## Кораблі та судна конвою PQ 3

### Транспортні судна
| Назва               | Прапор          | Тоннаж (GRT) | Прим.                                                                     |
| ------------------- | --------------- | ------------ | ------------------------------------------------------------------------- |
| Briarwood (1930)    | Велика Британія | 4 019        | повернулося до Ісландії через пошкодження, спричинені зіткненням з льодом |
| Cape Corso (1929)   | Велика Британія | 3 807        |                                                                           |
| Cape Race (1930)    | Велика Британія | 3 807        |                                                                           |
| Cocle (1920)        | Панама          | 5 630        |                                                                           |
| El Capitan (1917)   | Панама          | 5 255        |                                                                           |
| San Ambrosio (1935) | Велика Британія | 7 410        |                                                                           |
| Trekieve (1919)     | Велика Британія | 5 244        |                                                                           |
| Wanstead (1928)     | Велика Британія | 5 486        | судно командора конвою                                                    |

### Кораблі ескорту
| Назва                         | Прапор                                  | Тип корабля                           | Прим.           |
| ----------------------------- | --------------------------------------- | ------------------------------------- | --------------- |
| Ближній та океанський ескорти |                                         |                                       |                 |
| «Бедуїн»                      | Військово-морські сили Великої Британії | ескадрений міноносець типу «Трайбл»   | 14-20 листопада |
| «Брамбл»                      | Військово-морські сили Великої Британії | тральщик типу «Гальсіон»              | 20-22 листопада |
| HMT Hamlet (T167)             | Військово-морські сили Великої Британії | протичовновий траулер                 | 9-14 листопада  |
| «Інтрепід»                    | Військово-морські сили Великої Британії | ескадрений міноносець типу «I»        | 14-20 листопада |
| «Кеніа»                       | Військово-морські сили Великої Британії | легкий крейсер типу «Коронна колонія» | 14-20 листопада |
| HMT Macbeth (T138)            | Військово-морські сили Великої Британії | протичовновий траулер                 | 9-15 листопада  |
| «Сігал»                       | Військово-морські сили Великої Британії | тральщик типу «Гальсіон»              | 20-22 листопада |
| «Спіді»                       | Військово-морські сили Великої Британії | тральщик типу «Гальсіон»              | 20-22 листопада |